# Riki Takasaki
Riki Takasaki (jap. 高嵜 理貴 Takasaki Riki; ur. 11 lipca 1970) – japoński piłkarz występujący na pozycji bramkarza.

## Kariera klubowa
Od 1993 do 2006 roku występował w klubach Sagan Tosu, JEF United Ichihara, Kashima Antlers, Oita Trinita i Nagoya Grampus Eight.